# Rainier Tower
La torre Rainier (del inglés: Rainier Tower)  es un rascacielos de 31 plantas situado en el área metropolitana de Seattle, Washington. Fue diseñado por Minoru Yamasaki, quien diseñó el World Trade Center de Nueva York, así como el IBM Building, que se encuentra al sureste de la torre Rainier. Su construcción se terminó en 1977.
Tiene una hermana mayor en Madrid, la Torre Picasso, con la que comparte altura y diseño, a excepción de la base.
El rascacielos tiene un aspecto inusual, está construido sobre un pedestal de  hormigón de 37 metros que se estrecha hacia el nivel del suelo, como una pirámide invertida.
Debajo de la torre se encuentra Rainier Square, un centro comercial subterráneo que conecta con Union Square, que es propiedad de la Universidad de Washington. Tanto el centro comercial como la torre tomaron el nombre de Rainier, ya que en el rascacielos se encontraba la sede de Rainier Bank, que se fusionó en la década de 1980 con Security Pacific, que posteriormente se fusionó con Bank of America.
El nombre popular de la torre es el de edificio del castor, ya que su apariencia es similar a la de un árbol siendo talado por un castor.